# 이와마역
이와마역(일본어: 岩間駅, いわまえき)은 일본 이바라키현 가사마시에 있는 동일본 여객철도의 철도역이다.

## 역 구조
상대식 승강장 2면 2선 형태의 지상역이다.

### 승강장
| 1 | ■ 조반선 | 도모베·미토·다카하기·이와키 방면                           |
| 2 | ■ 조반선 | 쓰치우라·마쓰도·우에노·도쿄·시나가와 방면 (우에노도쿄라인) |

## 역사
- 1895년 11월 4일 - 일본 철도의 역으로서 개업.
- 1906년 11월 1일 - 국유화에 따라 국유철도의 소속이 되었다.
- 1987년 4월 1일 - 민영화에 따라 동일본 여객철도의 소속이 되었다.
- 2001년 11월 18일 - 스이카의 사용이 개시되었다.

## 인접역
| 동일본 여객철도      | 동일본 여객철도 | 동일본 여객철도      |
| -------------------- | --------------- | -------------------- |
| 하토리 시나가와 방면 | ■조반선         | 도모베 다카하기 방면 |